# Caput Mundi
"Kinh đô thế giới" hay "Thủ đô thế giới" được đổi hướng tới trang này.

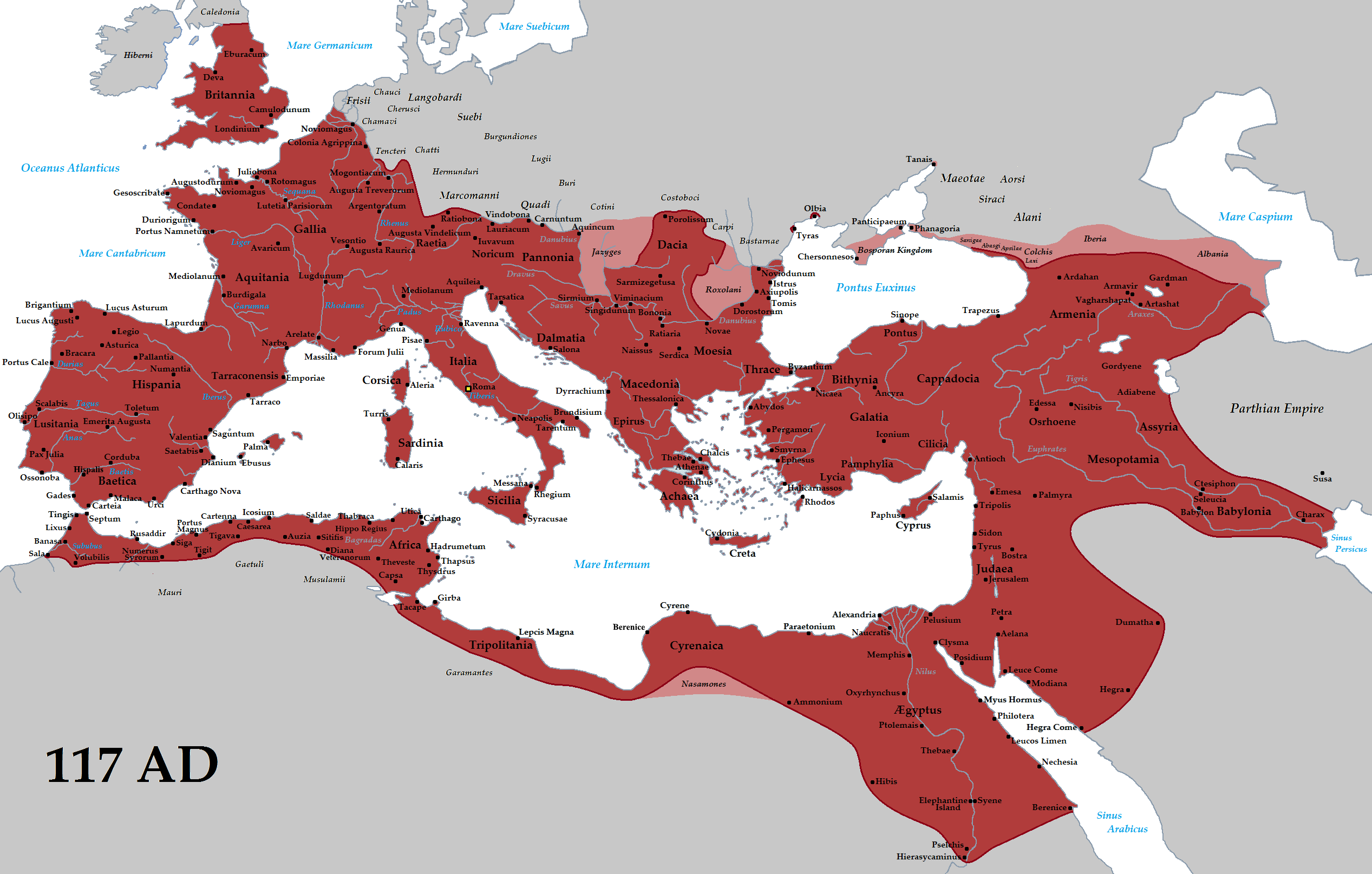
Roma, thủ đô của Đế quốc La Mã trong thời kỳ đỉnh cao bành trướng lãnh thổ đến mức cực đại.

Caput Mundi là một cụm từ tiếng Latinh được sử dụng để mô tả một thành phố là Kinh đô của Thế giới. Một số thành phố lớn từ thời cổ đại được mô tả là Caput Mundi, đầu tiên là Rome và Jerusalem, và sau đó là Constantinopolis (Istanbu) ngày nay). Các thành phố quan trọng khác đã được gọi là "Novum Caput Mundi" (Thủ đô mới của thế giới) sau thời kỳ trung cổ bao gồm Luân Đôn và New York.

## Các thành phố

### Roma
Roma Caput Mundi là một cụm từ tiếng Latinh mang nghĩa "La Mã kinh đô thế giới" hay "Roma capitale del mondo" trong tiếng Ý (nghĩa đen: "đỉnh đầu của thế giới";). Nó bắt nguồn từ kiến thức cổ điển của người châu Âu về thế giới đã biết thời bấy giờ: bao gồm Châu Âu, Bắc Phi và Tây Nam Á. Ảnh hưởng của Roma trong thế giới cổ đại bắt đầu phát triển vào khoảng thế kỷ thứ 2 trước Công nguyên khi nền Cộng hòa La Mã mở rộng khắp Nam Âu và Bắc Phi. Trong 5 thế kỷ tiếp theo, thành Roma cai quản phần lớn thế giới đã biết (thuộc địa lý Hy Lạp-La Mã truyền thống). Ảnh hưởng văn hóa của ngôn ngữ địa phương của Roma tức là tiếng Latinh cũng như nghệ thuật, kiến trúc, luật pháp, tôn giáo và triết học là rất đáng kể. Thành trì trung tâm của Đế quốc, kinh đô Roma, tiếp nhận danh xưng là Caput Mundi, thể hiện nhận thức về quyền lực lâu dài của La Mã cổ đại và về sau được tiếp nối bởi Kitô giáo khi Roma trở thành trung tâm đầu não của Giáo hội này cũng như là nơi trụ xứ của chế độ Giáo hoàng. Ngày nay Roma là một trong những thành phố du lịch được viếng thăm nhiều nhất trên thế giới.

### Jerusalem

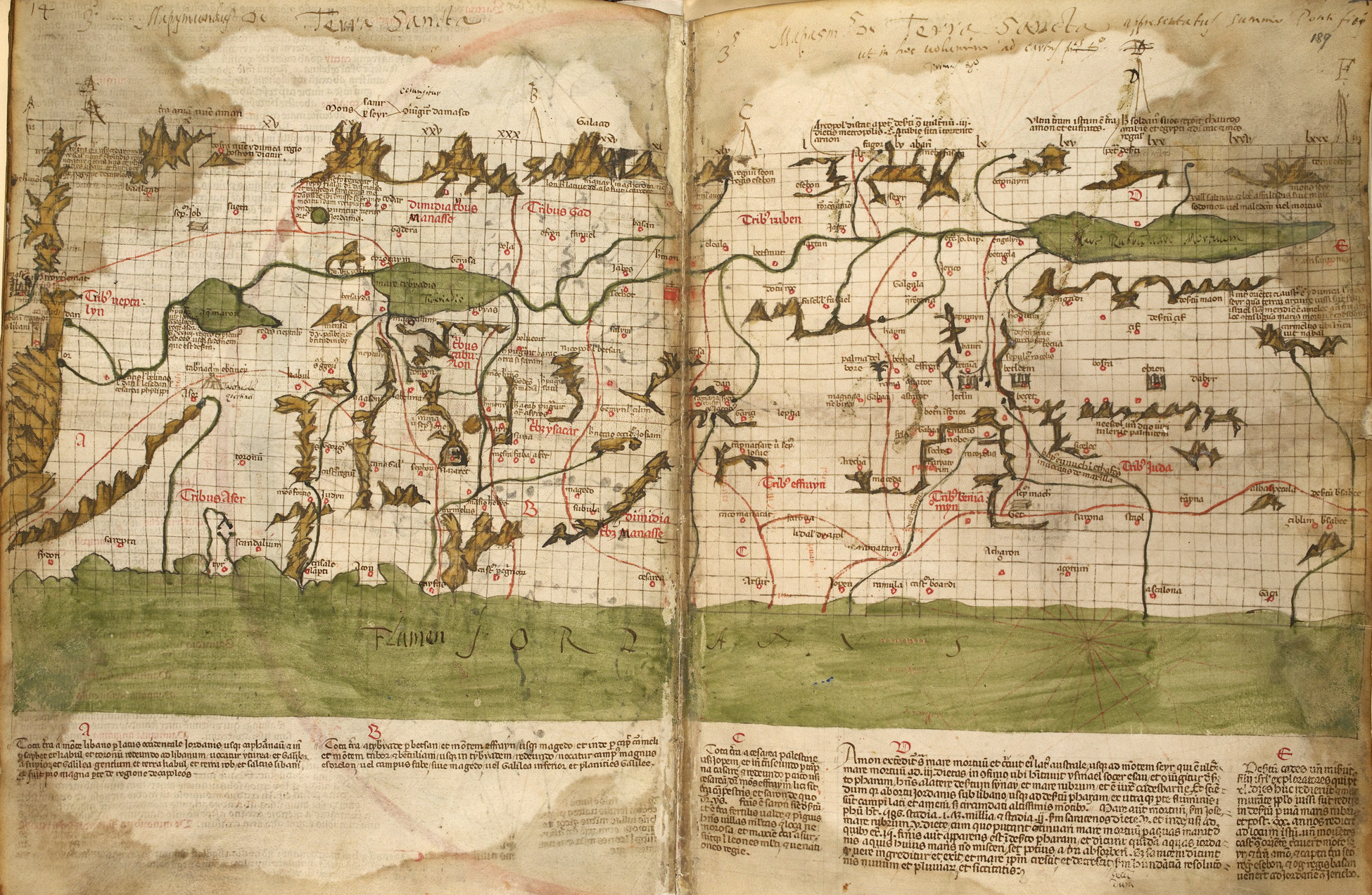
Bản đồ vùng Đất Thánh, "bản đồ phi Ptolema đầu tiên của một quốc gia xác định". Jerusalem được nhìn từ phía tây; Nhà thờ Vòm Đá hình bát giác nằm bên trái Nhà thờ Hồi giáo Al-Aqsa của Vua Solomon.

Do ý nghĩa tôn giáo, lịch sử và chính trị, Jerusalem đã được gọi là Caput Mundi và Umbilicus Mundi. Nơi đây đã từng là một lãnh địa quan trọng trong cuộc đời của Giê-su và các nhà tiên tri của các tôn giáo khởi nguồn từ Abraham. Thành phố vẫn là một thánh địa tâm linh quan trọng và là một địa điểm gây tranh cãi về mặt chính trị đối với những người theo đạo Do Thái, Kitô giáo, Hồi giáo và Baháʼí giáo.
Ngày nay, tình trạng của Jerusalem vẫn là một trong những vấn đề cốt lõi trong cuộc xung đột giữa Israel và Palestine. Theo David Ben-Gurion, "Không một thành phố nào trên thế giới, kể cả Athens hay Roma, từng đóng một vai trò to lớn trong đời sống của một quốc gia trong một thời gian dài như Jerusalem đã làm được trong đời sống của dân tộc Do Thái."

### Constantinopolis

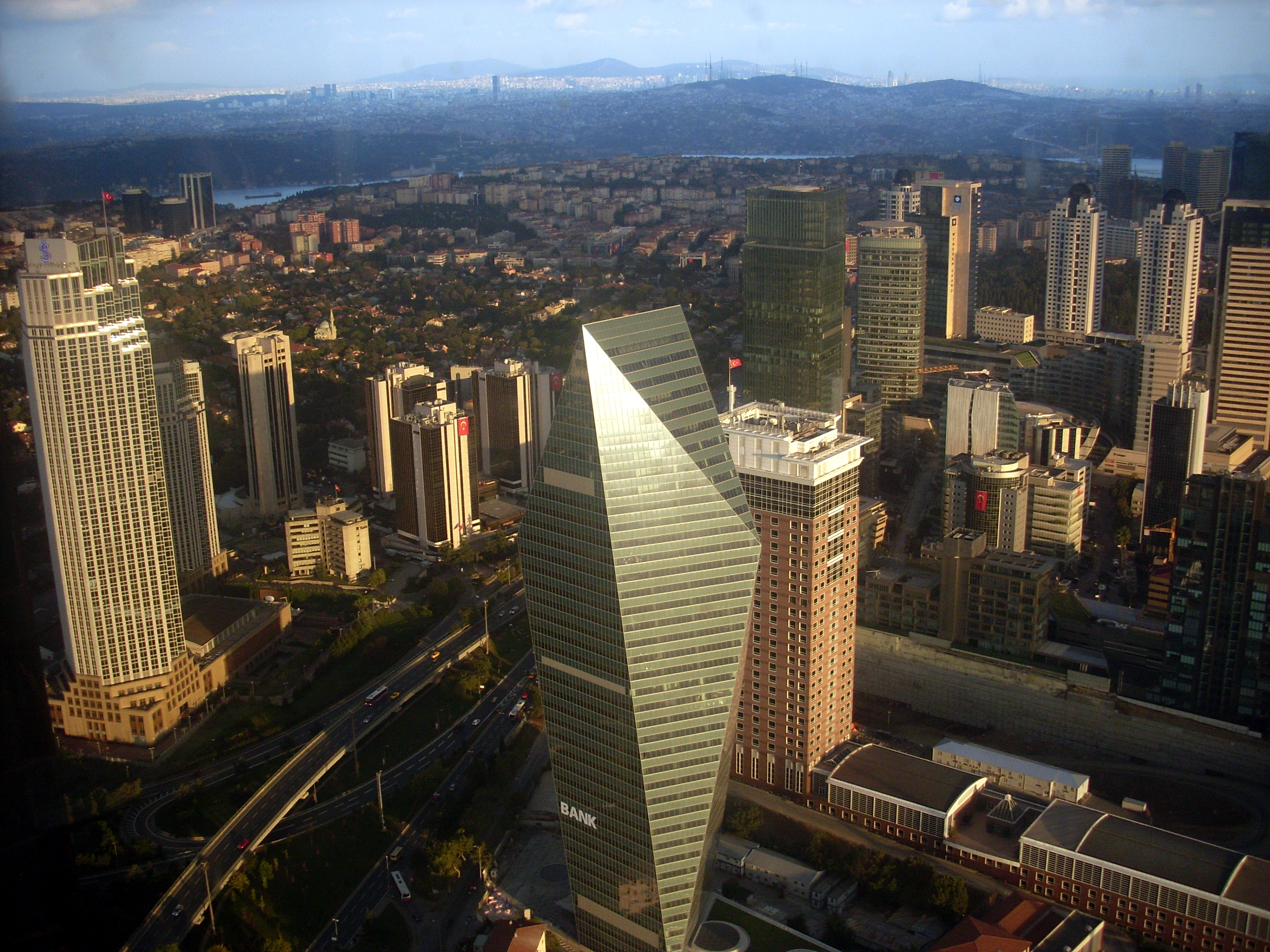
Quang cảnh tại Levent, một trong những quận tài chính ở Istanbul và là nơi có những tòa nhà cao nhất thành phố

Constantinopolis, còn được gọi là Đông La Mã (Roma ở phía Đông) hhay Tân La Mã (Roma Mới) được xây dựng để trở thành Caput Mundi thứ hai bởi Constantinus Đại đế vào năm 330, Hoàng đế La Mã đầu tiên công khai cải đạo sang Kitô giáo. Đến năm 500, Constantinopolis có khoảng 400.000 đến 500.000 người, vượt xa thành Roma tiền bối của nó, để trở thành thành phố lớn nhất thế giới lúc bấy giờ. Nơi đây đóng vai trò là kinh đô của Đế quốc trong gần 16 thế kỷ. Trong phần lớn thời Trung cổ, Constantinopolis là thành phố lớn nhất ở châu Âu.
Đế quốc Byzantine tồn tại hơn một nghìn năm với trung tâm luôn nằm ở Constantinopolis, ngoại trừ từ năm 1204 đến năm 126, khi nó tập trung ở các thủ đô Nicaea, Trebizond và Arta.
Thành phố được coi là "Kinh đô của thế giới" vì vị trí giao thương đắc địa ở trung tâm thế giới thời trung cổ. Vị trí đặc quyền này vẫn tiếp tục sau cuộc chinh phục của người Hồi giáo, và trở thành thủ đô của Đế quốc Ottoman. Vị Thượng phụ Constantinopolis đã được chỉ định là Thượng phụ Đại kết từ thế kỷ thứ 6, và được coi là người lãnh đạo của 300 triệu Kitô hữu Chính thống giáo ngày nay.
Ngày nay, tên của thành phố là Istanbul, thuộc Thổ Nhĩ Kỳ. Đây là một siêu đô thị với 15 triệu dân và là trung tâm kinh tế và văn hóa của Thổ Nhĩ Kỳ, nhưng không phải là thủ đô của quốc gia, mà là Ankara. Istanbul là một trong những thành phố lớn nhất trên thế giới.

### Luân Đôn

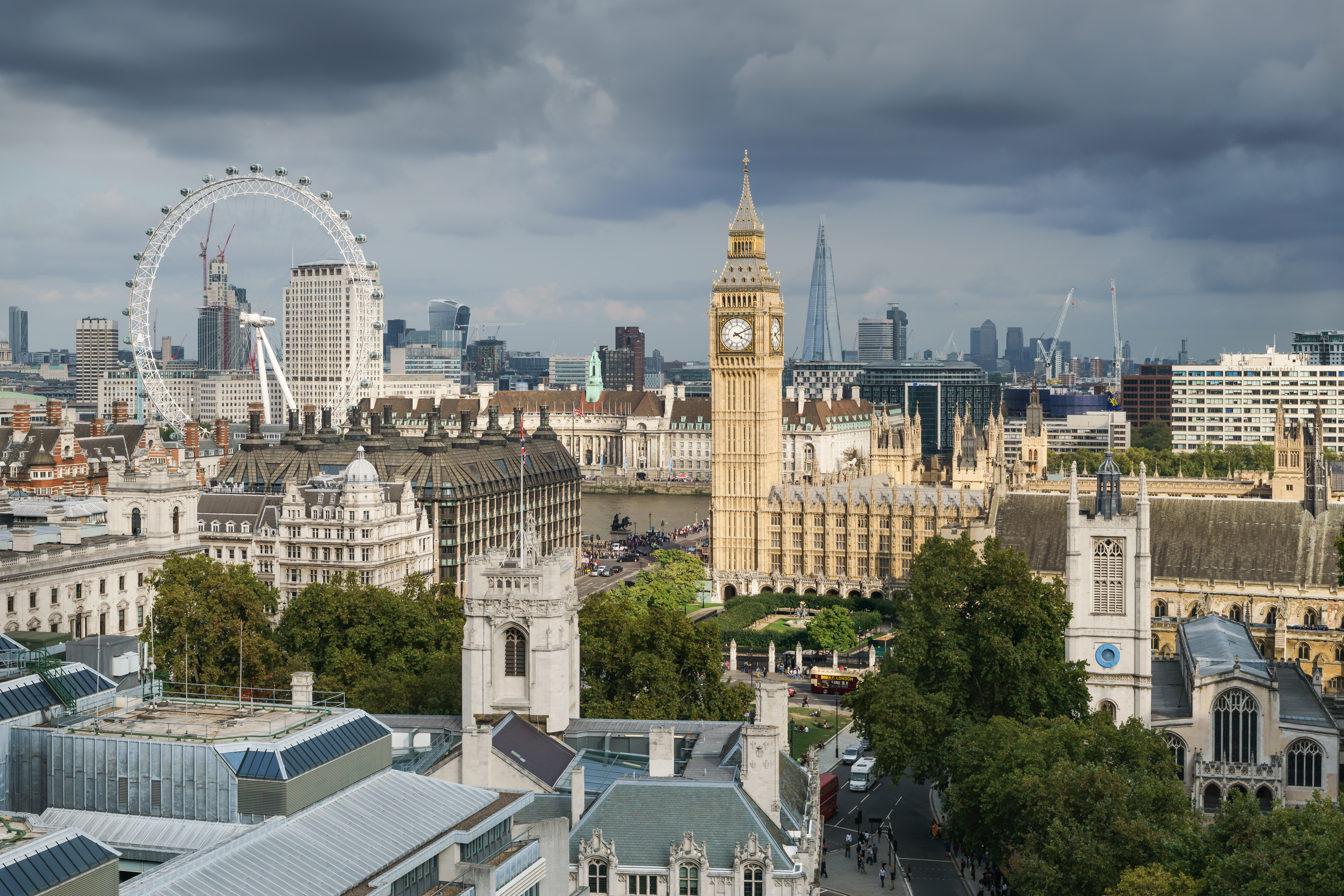
Cảnh quan thành phố Luân Đôn

Thủ đô của Đế quốc Anh, đế chế lớn nhất trong lịch sử, Luân Đôn, thường được gọi là Novum Caput Mundi. Nó từng là một phần của Đế quốc La Mã và là khu định cư lớn kể từ thời La Mã cổ đại.
Luân Đôn vẫn là một trong những trung tâm kinh doanh, tài chính và văn hóa hàng đầu thế giới, và ảnh hưởng của nó về chính trị, giáo dục, công nghệ, giải trí, truyền thông, thời trang và nghệ thuật đều góp phần nâng cao vị thế của nó như một thành phố toàn cầu quan trọng. Nhiều tập đoàn lớn nhất thế giới có trụ sở chính tại Luân Đôn, thành phố đóng vai trò trung tâm như một phần của nền kinh tế toàn cầu rộng lớn hơn. Ngoài ra, Luân Đôn về thời gian và trên bản đồ nằm trên Kinh tuyến gốc, chạy trực tiếp qua Greenwich (còn được gọi là Kinh tuyến Greenwich), với múi giờ của nó là GMT+0 (UTC+0). Quyết định được đưa ra tại Hội nghị Kinh tuyến Quốc tế là do sự thống trị của Đế quốc Anh và ảnh hưởng của Ấn Độ thuộc Anh; vì lý do hậu cần, và vì Vương quốc Anh và Luân Đôn vẫn là một quốc gia có ảnh hưởng lớn trên toàn cầu, vị trí này của Kinh tuyến chính vẫn được duy trì.
Luân Đôn là thành phố được ghé thăm nhiều nhất theo lượng khách quốc tế và có hệ thống sân bay thành phố bận rộn nhất tính theo lưu lượng hành khách. Đây là điểm đến đầu tư có nhiều nhà bán lẻ quốc tế và các cá nhân có giá trị ròng cực cao hơn bất kỳ thành phố nào khác. Các trường đại học của Luân Đôn là nơi tập trung các viện giáo dục đại học lớn nhất tại châu Âu, và là nơi có các tổ chức đẳng cấp thế giới như Đại học Hoàng gia Luân Đôn về khoa học, công nghệ, kỹ thuật và toán học và Trường Kinh tế Luân Đôn trong lĩnh vực kinh tế, tài chính, và kinh doanh.
Năm 2012, Luân Đôn trở thành thành phố đầu tiên đăng cai tổ chức ba Thế vận hội Olympic mùa hè hiện đại. Là nơi tọa lạc của nhiều địa danh mang tính biểu tượng, chẳng hạn như Big Ben, Nhà thờ Thánh Paul, Cầu Tháp, Tòa nhà Quốc hội và Cung điện Buckingham, cũng như các công trình kiến trúc hiện đại như Gherkin, The Shard, London Eye và O2 đã thu hút khoảng 16,7 triệu khách du lịch quốc tế vào năm 2013, xác lập Luân Đôn là thành phố được du khách quốc tế đến thăm nhiều nhất trên thế giới. Thành phố cũng là nơi có thư viện lớn nhất thế giới và vườn bách thảo lớn nhất thế giới.
London được mô tả là thủ đô của "đế chế mà mặt trời không bao giờ lặn". Nó hiện là thành phố lớn nhất của dân số sinh ra ở nước ngoài và đã được xếp hạng là thủ đô của thế giới về văn hóa, kinh doanh, sự sẵn sàng về công nghệ và tầm ảnh hưởng kinh tế tổng thể, cũng như thu hút nhiều vốn đầu tư nước ngoài nhất so với bất kỳ thành phố toàn cầu nào.

### New York

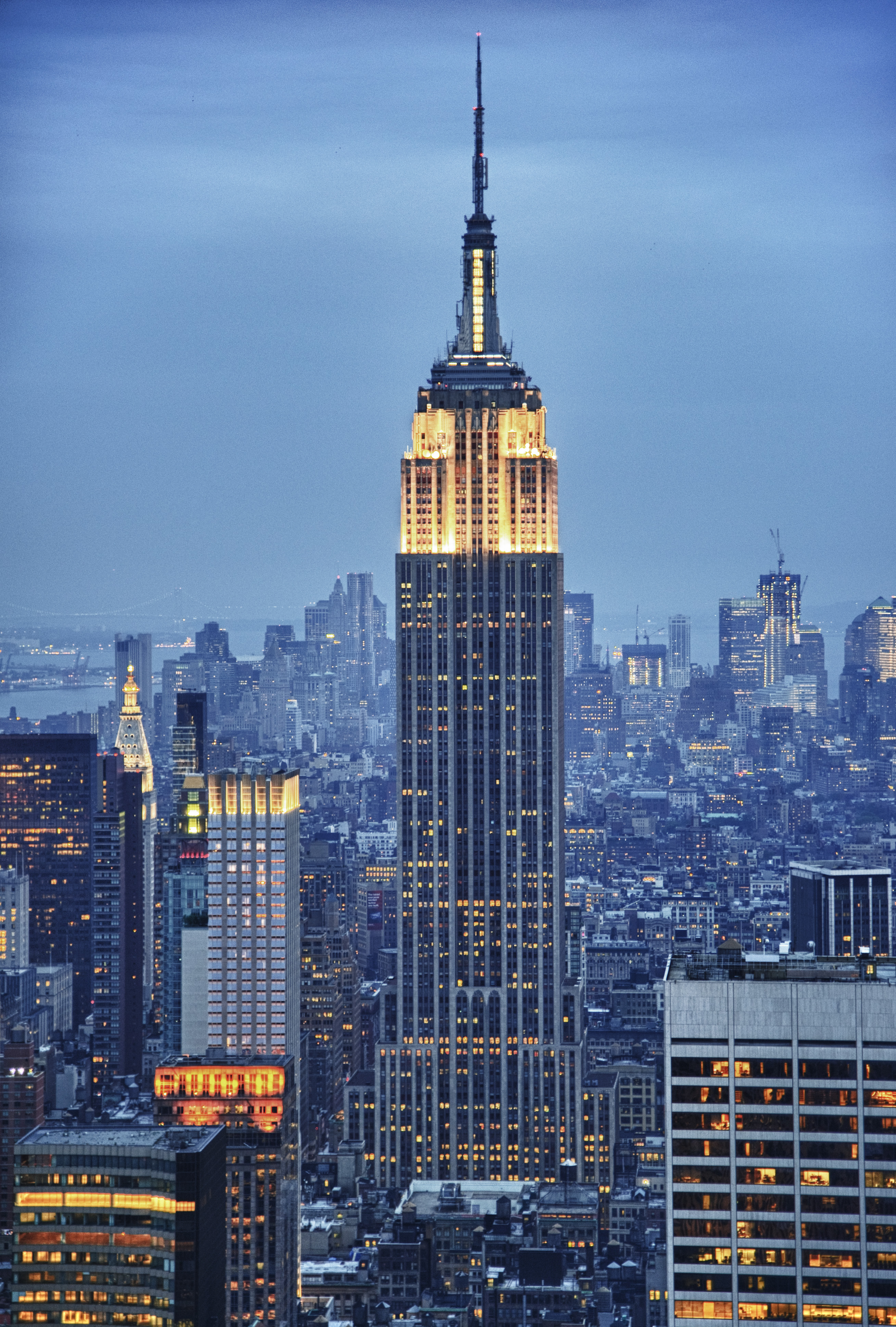
New York và Tòa nhà Empire State.

New York, thành phố đông dân nhất của Hoa Kỳ, đôi khi được mô tả bằng cụm từ tiếng Latinh "Novum Caput Mundi" ("Kinh đô mới của thế giới"); hoặc phổ biến hơn bằng cụm từ tiếng Anh, Capital of the World, chủ yếu đề cập đến Manhattan, khu trung tâm thường được người dân địa phương gọi đơn giản là Thành phố. Là thành phố toàn cầu dẫn đầu, New York có tác động đáng kể đến thương mại, tài chính, truyền thông, nghệ thuật, thời trang, nghiên cứu, công nghệ, giáo dục và giải trí, và nhịp sống đã truyền cảm hứng cho thuật ngữ phút New York. Là nơi đặt trụ sở Liên Hợp Quốc, New York là một trung tâm ngoại giao quốc tế và được mô tả là thủ đô văn hóa và tài chính của thế giới, mặc dù không phải là thủ đô hiện đại của Hoa Kỳ. Có tới 800 ngôn ngữ được sử dụng ở New York, khiến nó trở thành thành phố đa dạng về ngôn ngữ nhất trên thế giới. Năm 2019, New York được bình chọn là thành phố vĩ đại nhất trên thế giới theo cuộc khảo sát với hơn 30.000 người từ 48 thành phố trên toàn thế giới, vì sự đa dạng văn hóa của thành phố.
Nhiều tập đoàn tư nhân trong nước và quốc tế có trụ sở chính tại New York. Đóng đô ở Phố Wall, ở khu vực Hạ Manhattan, New York đã được gọi là trung tâm tài chính chính của thế giới, cũng như là thành phố hùng mạnh nhất về kinh tế và là quê hương của Sở giao dịch chứng khoán New York, sàn giao dịch chứng khoán lớn nhất thế giới tính trên tổng vốn hóa thị trường của các công ty niêm yết. Vùng đô thị New York được xác định bởi cả Vùng thống kê đô thị (MSA, 19,9 triệu cư dân vào năm 2013) và Khu vực thống kê kết hợp (CSA, 23,5 triệu cư dân vào năm 2013). Năm 2013, MSA đã sản xuất tổng sản phẩm đô thị (GMP) gần 1,39 nghìn tỷ đô la Mỹ, trong khi vào năm 2012, CSA tạo ra GMP trên 1,55 nghìn tỷ đô la Mỹ, cả hai đều xếp hạng nhất trên toàn quốc với một biên độ rộng và chỉ xếp sau GDP của mười hai quốc gia đối với MSA và mười một quốc gia đối với CSA.
New York đã được xếp hạng đầu tiên trong số các thành phố trên toàn cầu về thu hút vốn, kinh doanh và khách du lịch. Du lịch là yếu tố quan trọng đối với New York, và nhiều quận và địa danh ở Thành phố New York đã trở nên nổi tiếng, khi thành phố này đón lượng khách du lịch cao kỷ lục 56 triệu vào năm 2014, tạo ra tác động kinh tế tổng thể cao nhất mọi thời đại là 61,3 tỷ USD cho Thành phố New York vào năm 2014. Một số nguồn đã xếp New York là thành phố được chụp ảnh nhiều nhất trên thế giới. Quảng trường Thời đại, ở trung tâm của khu nhà hát sân khấu Broadway, có biệt danh là Ngã tư của thế giới, Trung tâm của Vũ trụ, và là "trái tim của thế giới".

### Washington, D.C.
Thủ đô của Hợp chúng quốc Hoa Kỳ và là nơi đặt trụ sở của chính phủ liên bang Hoa Kỳ, Washington, D.C. cũng là nơi đặt trụ sở của các tổ chức quốc tế quan trọng như Ngân hàng Thế giới, Quỹ Tiền tệ Quốc tế và Tổ chức Các Quốc gia Hoa Kỳ. Việc ký kết Hiệp ước Bắc Đại Tây Dương diễn ra ở Washington; Hiệp ước này đã thành lập NATO, tổ chức tham gia vào Chiến tranh Lạnh, và kết thúc cuộc chiến, Washington được The Washington Post mệnh danh là thủ đô của thế giới.

## Những sử dụng liên quan khác
Adolf Hitler, nhà độc tài của Đệ tam Đế chế, trong một phần của Trật tự Mới do ông ta đề xuất, đã lên kế hoạch biến Berlin thành "Caput Mundi", chỉ đạo Albert Speer xây dựng Welthauptstadt Germania — một kế hoạch xây dựng lại Berlin theo phong cách kiến trúc Đế quốc. Dinh thự trung tâm của Berlin sẽ là Volkshalle, từ đó Hitler đã ban hành các sắc lệnh Hoàng gia của mình với tư cách là người thống trị tuyệt đối của châu Âu. 
Trong những thời đại lịch sử gần đây, Milano và Paris được coi là Cosmicos Mundi, hay kinh đô thời trang của thế giới.